# Uefa Champions League 2016/2017
Uefa Champions League 2016/2017 var den 25:e säsongen av Uefa Champions League, Europas största fotbollsturnering, och den totalt 62:a säsongen med dess föregångare inkluderade.
Finalen spelades den 3 juni 2017 på Millennium Stadium i Cardiff, Wales. 

## Speldatum
Turneringen inleds med kvalspelets första omgång 20 juni 2016 och avslutas med finalen 3 juni 2017 på Millennium Stadium i Cardiff, Wales.
| Fas       | Omgång          | Lottning         | Första mötet                               | Andra mötet                                |
| --------- | --------------- | ---------------- | ------------------------------------------ | ------------------------------------------ |
| Kvalspel  | Första omgången | 20 juni 2016     | 28–29 juni 2016                            | 5–6 juli 2016                              |
| Kvalspel  | Andra omgången  | 20 juni 2016     | 12–13 juli 2016                            | 19–20 juli 2016                            |
| Kvalspel  | Tredje omgången | 15 juli 2016     | 26–27 juli 2016                            | 2–3 augusti 2016                           |
| Playoff   | Playoff         | 5 augusti 2016   | 16–17 augusti 2016                         | 23–24 augusti 2016                         |
| Gruppspel | Matchdag 1      | 25 August 2016   | 13–14 september 2016                       | 13–14 september 2016                       |
| Gruppspel | Matchdag 2      | 25 August 2016   | 27–28 september 2016                       | 27–28 september 2016                       |
| Gruppspel | Matchdag 3      | 25 August 2016   | 18–19 oktober 2016                         | 18–19 oktober 2016                         |
| Gruppspel | Matchdag 4      | 25 August 2016   | 1–2 november 2016                          | 1–2 november 2016                          |
| Gruppspel | Matchdag 5      | 25 August 2016   | 22–23 november 2016                        | 22–23 november 2016                        |
| Gruppspel | Matchdag 6      | 25 August 2016   | 6–7 december 2016                          | 6–7 december 2016                          |
| Slutspel  | Åttondelsfinal  | 12 december 2016 | 14–15 & 21–22 februari 2017                | 7–8 & 14–15 mars 2017                      |
| Slutspel  | Kvartsfinal     | 17 mars 2017     | 11–12 april 2017                           | 18–19 april 2017                           |
| Slutspel  | Semifinal       | 21 april 2017    | 2–3 maj 2017                               | 9–10 maj 2017                              |
| Slutspel  | Final           | 21 april 2017    | 3 juni 2017 på Millennium Stadium, Cardiff | 3 juni 2017 på Millennium Stadium, Cardiff |

## Deltagare

### Ranking av förbund
För Uefa Champions League 2016/2017 är förbunden tilldelade platser efter 2015 års koefficient, koefficienten tar hänsyn till förbundens resultat i europeiska tävlingar 2010/2011 till och med 2014/2015.
| Rank | Förbund       | Koeff. | Lag | Not.   |
| ---- | ------------- | ------ | --- | ------ |
| 1    | Spanien       | 99.999 | 4   | +1(EL) |
| 2    | England       | 80.391 | 4   |        |
| 3    | Tyskland      | 79.415 | 4   |        |
| 4    | Italien       | 70.510 | 3   |        |
| 5    | Portugal      | 61.382 | 3   |        |
| 6    | Frankrike     | 52.416 | 3   |        |
| 7    | Ryssland      | 50.498 | 2   |        |
| 8    | Ukraina       | 45.166 | 2   |        |
| 9    | Nederländerna | 40.979 | 2   |        |
| 10   | Belgien       | 37.200 | 2   |        |
| 11   | Schweiz       | 34.375 | 2   |        |
| 12   | Turkiet       | 32.600 | 2   |        |
| 13   | Grekland      | 31.900 | 2   |        |
| 14   | Tjeckien      | 29.125 | 2   |        |
| 15   | Rumänien      | 26.299 | 2   |        |
| 16   | Österrike     | 25.675 | 1   |        |
| 17   | Kroatien      | 23.500 | 1   |        |
| 18   | Cypern        | 22.300 | 1   |        |
| 19   | Polen         | 21.500 | 1   |        |

| Rank | Förbund                 | Koeff. | Lag | Not. |
| ---- | ----------------------- | ------ | --- | ---- |
| 20   | Israel                  | 21.000 | 1   |      |
| 21   | Belarus                 | 20.750 | 1   |      |
| 22   | Danmark                 | 19.800 | 1   |      |
| 23   | Skottland               | 17.900 | 1   |      |
| 24   | Sverige                 | 17.725 | 1   |      |
| 25   | Bulgarien               | 16.750 | 1   |      |
| 26   | Norge                   | 14.375 | 1   |      |
| 27   | Serbien                 | 13.875 | 1   |      |
| 28   | Slovenien               | 13.625 | 1   |      |
| 29   | Azerbajdzjan            | 12.500 | 1   |      |
| 30   | Slovakien               | 11.250 | 1   |      |
| 31   | Ungern                  | 11.000 | 1   |      |
| 32   | Kazakstan               | 10.375 | 1   |      |
| 33   | Moldavien               | 10.000 | 1   |      |
| 34   | Georgien                | 9.375  | 1   |      |
| 35   | Finland                 | 8.200  | 1   |      |
| 36   | Island                  | 8.000  | 1   |      |
| 37   | Bosnien och Hercegovina | 7.500  | 1   |      |

| Rank | Förbund       | Koeff. | Lag | Not. |
| ---- | ------------- | ------ | --- | ---- |
| 38   | Liechtenstein | 6.000  | 1   |      |
| 39   | Makedonien    | 5.875  | 1   |      |
| 40   | Irland        | 5.750  | 1   |      |
| 41   | Montenegro    | 5.625  | 1   |      |
| 42   | Albanien      | 5.375  | 1   |      |
| 43   | Luxemburg     | 5.125  | 1   |      |
| 44   | Nordirland    | 4.875  | 1   |      |
| 45   | Litauen       | 4.500  | 1   |      |
| 46   | Lettland      | 4.250  | 1   |      |
| 47   | Malta         | 4.208  | 1   |      |
| 48   | Estland       | 3.500  | 1   |      |
| 49   | Färöarna      | 3.500  | 1   |      |
| 50   | Wales         | 2.875  | 1   |      |
| 51   | Armenien      | 2.750  | 1   |      |
| 52   | Andorra       | 0.833  | 1   |      |
| 53   | San Marino    | 0.499  | 1   |      |
| 54   | Gibraltar     | 0.250  | 1   |      |
| 55   | Kosovo        | 0.000  | 0   |      |

### Lag
Noteringen inom parentes visar hur varje lag kvalificerat sig för turneringen.
- TH=Titelhållare av Champions League 2015/2016
- EL=Titelhållare av Europa League 2015/2016
- 1:a, 2:a, 3:a, 4:a: Inhemsk ligaplacering

| Gruppspel                | Gruppspel                      | Gruppspel                 | Gruppspel               |
| ------------------------ | ------------------------------ | ------------------------- | ----------------------- |
| Real MadridTH (2:a)      | Bayern München (1:a)           | Sporting Lissabon (2:a)   | Club Brugge (1:a)       |
| Barcelona (1:a)          | Borussia Dortmund (2:a)        | Paris Saint-Germain (1:a) | Basel (1:a)             |
| Atlético Madrid (3:a)    | Bayer Leverkusen (3:a)         | Lyon (2:a)                | Beşiktaş (1:a)          |
| Leicester City (1:a)     | Juventus (1:a)                 | CSKA Moskva (1:a)         | Sevilla (EL)            |
| Arsenal (2:a)            | Napoli (2:a)                   | Dynamo Kiev (1:a)         |                         |
| Tottenham Hotspur (3:a)  | Benfica (1:a)                  | PSV Eindhoven (1:a)       |                         |
| Playoff                  |                                |                           |                         |
| Villarreal (4:a)         | Borussia Mönchengladbach (4:a) | Manchester City (4:a)     |                         |
| Roma (3:a)               | Porto (3:a)                    |                           |                         |
| Tredje kvalomgången      |                                |                           |                         |
| Olympiakos (1:a)         | AS Monaco (3:a)                | Anderlecht (2:a)          | Sparta Prag (2:a)       |
| Viktoria Plzeň (1:a)     | Rostov (2:a)                   | Young Boys (2:a)          | Steaua București (2:a)  |
| Astra Giurgiu (1:a)      | Sjachtar Donetsk (2:a)         | Fenerbahçe (2:a)          |                         |
|                          | Ajax (2:a)                     | PAOK (2:a)                |                         |
| Andra kvalomgången       |                                |                           |                         |
| Red Bull Salzburg (1:a)  | IFK Norrköping (1:a)           | Astana (1:a)              | Mladost Podgorica (1:a) |
| Dinamo Zagreb (1:a)      | Ludogorets Razgrad (1:a)       | Sheriff Tiraspol (1:a)    | Partizani Tirana (2:a)  |
| APOEL (1:a)              | Rosenborg BK (1:a)             | Dinamo Tbilisi (1:a)      | F91 Dudelange (1:a)     |
| Legia Warszawa (1:a)     | Röda stjärnan (1:a)            | SJK (1:a)                 | Crusaders (1:a)         |
| Hapoel Be'er Sheva (1:a) | Olimpija Ljubljana (1:a)       | FH (1:a)                  | Žalgiris Vilnius (1:a)  |
| BATE Borisov (1:a)       | Qarabağ (1:a)                  | Zrinjski Mostar (1:a)     | Liepāja (1:a)           |
| FC Köpenhamn (1:a)       | Trenčín (1:a)                  | Vardar (1:a)              |                         |
| Celtic (1:a)             | Ferencváros (1:a)              | Dundalk (1:a)             |                         |
| Första kvalomgången      |                                |                           |                         |
| Valletta (1:a)           | B36 Tórshavn (1:a)             | Alashkert (1:a)           | Tre Penne (1:a)         |
| Flora Tallinn (1:a)      | The New Saints (1:a)           | Santa Coloma (1:a)        | Lincoln Red Imps (1:a)  |

## Kvalomgångar

### Första kvalomgången
De första mötena spelades den 28 juni. De andra mötena spelades 5 och 6 juli 2016.
| Första kvalomgången – 8 deltagande klubblag | Första kvalomgången – 8 deltagande klubblag | Första kvalomgången – 8 deltagande klubblag | Första kvalomgången – 8 deltagande klubblag | Första kvalomgången – 8 deltagande klubblag |
| ------------------------------------------- | ------------------------------------------- | ------------------------------------------- | ------------------------------------------- | ------------------------------------------- |
| Lag 1                                       | Totalt                                      | Lag 2                                       | Möte 1                                      | Möte 2                                      |
| Flora Tallinn                               | 2–3                                         | Lincoln Red Imps                            | 2–1                                         | 0–2                                         |
| The New Saints                              | 5–1                                         | Tre Penne                                   | 2–1                                         | 3–0                                         |
| Valletta                                    | 00002–2 (BM)                                | B36                                         | 1–0                                         | 1–2                                         |
| Santa Coloma                                | 0–3                                         | Alashkert                                   | 0–0                                         | 0–3                                         |

### Andra kvalomgången
De första mötena spelades 12 och 13 juli. De andra mötena spelades 19 och 20 juli 2016.
| Andra kvalomgången – 34 deltagande klubblag | Andra kvalomgången – 34 deltagande klubblag | Andra kvalomgången – 34 deltagande klubblag | Andra kvalomgången – 34 deltagande klubblag | Andra kvalomgången – 34 deltagande klubblag |
| ------------------------------------------- | ------------------------------------------- | ------------------------------------------- | ------------------------------------------- | ------------------------------------------- |
| Lag 1                                       | Totalt                                      | Lag 2                                       | Möte 1                                      | Möte 2                                      |
| Qarabağ                                     | 2–3                                         | F91 Dudelange                               | 2–0                                         | 1–1                                         |
| Hapoel Be'er Sheva                          | 3–2                                         | Sheriff Tiraspol                            | 3–2                                         | 0–0                                         |
| Olimpija Ljubljana                          | 00006–6 (BM)                                | Trenčín                                     | 3–4                                         | 3–2                                         |
| Red Bull Salzburg                           | 3–0                                         | Liepāja                                     | 1–0                                         | 2–0                                         |
| Vardar                                      | 3–5                                         | Dinamo Zagreb                               | 1–2                                         | 2–3                                         |
| The New Saints                              | 0–3                                         | APOEL                                       | 0–0                                         | 0–3                                         |
| Zrinjski Mostar                             | 1–3                                         | Legia Warszawa                              | 1–1                                         | 0–2                                         |
| Ludogorets Razgrad                          | 5–0                                         | Mladost Podgorica                           | 2–0                                         | 3–0                                         |
| Dinamo Tbilisi                              | 3–1                                         | Alashkert                                   | 2–0                                         | 1–1                                         |
| Žalgiris Vilnius                            | 1–2                                         | Astana                                      | 0–0                                         | 1–2                                         |
| Partizani Tirana                            | 2–2 (3–1 str.)                              | Ferencváros                                 | 1–1                                         | 1–1                                         |
| BATE Borisov                                | 4–2                                         | SJK                                         | 2–0                                         | 2–2                                         |
| Valletta                                    | 2–4                                         | Röda stjärnan                               | 1–2                                         | 1–2                                         |
| Rosenborg BK                                | 5–4                                         | IFK Norrköping                              | 3–1                                         | 2–3                                         |
| Dundalk                                     | 00003–3 (BM)                                | FH                                          | 1–1                                         | 2–2                                         |
| Lincoln Red Imps                            | 1–3                                         | Celtic                                      | 1–0                                         | 0–3                                         |
| Crusaders                                   | 0–9                                         | FC Köpenhamn                                | 0–3                                         | 0–6                                         |

### Tredje kvalomgången
De första mötena spelades 26 och 27 juli. De andra mötena spelades 2 och 3 augusti 2016.
| Tredje kvalomgången – Mästare | Tredje kvalomgången – Mästare | Tredje kvalomgången – Mästare | Tredje kvalomgången – Mästare | Tredje kvalomgången – Mästare |
| ----------------------------- | ----------------------------- | ----------------------------- | ----------------------------- | ----------------------------- |
| Lag 1                         | Totalt                        | Lag 2                         | Möte 1                        | Möte 2                        |
| Rosenborg BK                  | 2–4                           | APOEL                         | 2–1                           | 0–3                           |
| Dinamo Zagreb                 | 3–0                           | Dinamo Tbilisi                | 2–0                           | 1–0                           |
| Olympiakos                    | 0–1                           | Hapoel Be'er Sheva            | 0–0                           | 0–1                           |
| Astana                        | 2–3                           | Celtic                        | 1–1                           | 1–2                           |
| Trenčín                       | 0–1                           | Legia Warszawa                | 0–1                           | 0–0                           |
| Viktoria Plzeň                | 00001–1 (BM)                  | Qarabağ                       | 0–0                           | 1–1                           |
| Astra Giurgiu                 | 1–4                           | FC Köpenhamn                  | 1–1                           | 0–3                           |
| BATE Borisov                  | 5–0                           | Dundalk                       | 1–0                           | 0–3                           |
| Ludogorets Razgrad            | 6–4                           | Röda stjärnan                 | 2–2                           | 4–2                           |
| Partizani Tirana              | 0–3                           | Red Bull Salzburg             | 0–1                           | 0–2                           |

| Tredje kvalomgången – Bäst placerade | Tredje kvalomgången – Bäst placerade | Tredje kvalomgången – Bäst placerade | Tredje kvalomgången – Bäst placerade | Tredje kvalomgången – Bäst placerade |
| ------------------------------------ | ------------------------------------ | ------------------------------------ | ------------------------------------ | ------------------------------------ |
| Lag 1                                | Totalt                               | Lag 2                                | Möte 1                               | Möte 2                               |
| Ajax                                 | 3–2                                  | PAOK                                 | 1–1                                  | 2–1                                  |
| Sparta Prag                          | 1–3                                  | Steaua București                     | 1–1                                  | 0–2                                  |
| Sjachtar Donetsk                     | 2–2 (2–4 str.)                       | Young Boys                           | 2–0                                  | 0–2 (e.f.)                           |
| Rostov                               | 4–2                                  | Anderlecht                           | 2–2                                  | 2–0                                  |
| Fenerbahçe                           | 3–4                                  | AS Monaco                            | 2–1                                  | 1–3                                  |

## Playoff
Detta avsnitt är en sammanfattning av Kvalomgångarna i Uefa Champions League 2016/2017.
De första mötena spelades 16 och 17 augusti. De andra mötena spelades 23 och 24 augusti 2016.
| Playoff-omgången – Mästare | Playoff-omgången – Mästare | Playoff-omgången – Mästare | Playoff-omgången – Mästare | Playoff-omgången – Mästare |
| -------------------------- | -------------------------- | -------------------------- | -------------------------- | -------------------------- |
| Lag 1                      | Totalt                     | Lag 2                      | Möte 1                     | Möte 2                     |
| Ludogorets Razgrad         | 4–2                        | Viktoria Plzeň             | 2–0                        | 2–2                        |
| Celtic                     | 5–4                        | Hapoel Be'er Sheva         | 5–2                        | 0–2                        |
| FC Köpenhamn               | 2–1                        | APOEL                      | 1–0                        | 1–1                        |
| Dundalk                    | 1–3                        | Legia Warszawa             | 0–2                        | 1–1                        |
| Dinamo Zagreb              | 3–2                        | Red Bull Salzburg          | 1–1                        | 2–1                        |

| Playoff-omgången – Bäst placerade | Playoff-omgången – Bäst placerade | Playoff-omgången – Bäst placerade | Playoff-omgången – Bäst placerade | Playoff-omgången – Bäst placerade |
| --------------------------------- | --------------------------------- | --------------------------------- | --------------------------------- | --------------------------------- |
| Lag 1                             | Totalt                            | Lag 2                             | Möte 1                            | Möte 2                            |
| Steaua București                  | 0–6                               | Manchester City                   | 0–5                               | 0–1                               |
| Porto                             | 4–1                               | Roma                              | 1–1                               | 3–0                               |
| Ajax                              | 2–5                               | Rostov                            | 1–1                               | 1–4                               |
| Young Boys                        | 2–9                               | Borussia Mönchengladbach          | 1–3                               | 1–6                               |
| Villareal                         | 1–3                               | AS Monaco                         | 1–2                               | 0–1                               |

## Gruppspel
Gruppspelet utgörs av 32 lag från 17 länder som är indelade i 8 grupper. Gruppspelsmatcherna spelas 13-14 september, 27-28 september, 18-19 oktober, 1-2 november, 22-23 november och 6-7 december 2016.

### Grupp A
| Nr | Lag                 | S | V | O | F | GM | IM | MS  | P  |
| -- | ------------------- | - | - | - | - | -- | -- | --- | -- |
| 1  | Arsenal             | 6 | 4 | 2 | 0 | 18 | 6  | +12 | 14 |
| 2  | Paris Saint-Germain | 6 | 3 | 3 | 0 | 13 | 7  | +6  | 12 |
| 3  | Ludogorets Razgrad  | 6 | 0 | 3 | 3 | 6  | 15 | −9  | 3  |
| 4  | Basel               | 6 | 0 | 2 | 4 | 3  | 12 | −9  | 2  |

| Hemma \ Borta       | England | Schweiz | Bulgarien | Frankrike |
| Arsenal             | —       | 2–0     | 6–0       | 2–2       |
| Basel               | 1–4     | —       | 1–1       | 1–2       |
| Ludogorets Razgrad  | 2–3     | 0–0     | —         | 1–3       |
| Paris Saint-Germain | 1–1     | 3–0     | 2–2       | —         |

### Grupp B
| Nr | Lag         | S | V | O | F | GM | IM | MS | P  |
| -- | ----------- | - | - | - | - | -- | -- | -- | -- |
| 1  | Napoli      | 6 | 3 | 2 | 1 | 11 | 8  | +3 | 11 |
| 2  | Benfica     | 6 | 2 | 2 | 2 | 10 | 10 | 0  | 8  |
| 3  | Beşiktaş    | 6 | 1 | 4 | 1 | 9  | 14 | −5 | 7  |
| 4  | Dynamo Kiev | 6 | 1 | 2 | 3 | 8  | 6  | +2 | 5  |

| Hemma \ Borta | Portugal | Turkiet | Ukraina | Italien |
| Benfica       | —        | 1–1     | 1–0     | 1–2     |
| Beşiktaş      | 3–3      | —       | 1–1     | 1–1     |
| Dynamo Kiev   | 0–2      | 6–0     | —       | 1–2     |
| Napoli        | 4–2      | 2–3     | 0–0     | —       |

### Grupp C
| Nr | Lag                      | S | V | O | F | GM | IM | MS  | P  |
| -- | ------------------------ | - | - | - | - | -- | -- | --- | -- |
| 1  | Barcelona                | 6 | 5 | 0 | 1 | 20 | 4  | +16 | 15 |
| 2  | Manchester City          | 6 | 2 | 3 | 1 | 12 | 10 | +2  | 9  |
| 3  | Borussia Mönchengladbach | 6 | 1 | 2 | 3 | 5  | 12 | −7  | 5  |
| 4  | Celtic                   | 6 | 0 | 3 | 3 | 5  | 16 | −11 | 3  |

| Hemma \ Borta            | Spanien | Tyskland | Skottland | England |
| Barcelona                | —       | 4–0      | 7–0       | 4–0     |
| Borussia Mönchengladbach | 1–2     | —        | 1–1       | 1–1     |
| Celtic                   | 0–2     | 0–2      | —         | 3–3     |
| Manchester City          | 3–1     | 4–0      | 1–1       | —       |

### Grupp D
| Nr | Lag             | S | V | O | F | GM | IM | MS | P  |
| -- | --------------- | - | - | - | - | -- | -- | -- | -- |
| 1  | Atlético Madrid | 6 | 5 | 0 | 1 | 7  | 2  | +5 | 15 |
| 2  | Bayern München  | 6 | 4 | 0 | 2 | 14 | 6  | +8 | 12 |
| 3  | Rostov          | 6 | 1 | 2 | 3 | 6  | 12 | −6 | 5  |
| 4  | PSV             | 6 | 0 | 2 | 4 | 4  | 11 | −7 | 2  |

| Hemma \ Borta   | Spanien | Tyskland | Nederländerna | Ryssland |
| Atlético Madrid | —       | 1–0      | 2–0           | 2–1      |
| Bayern München  | 1–0     | —        | 4–1           | 5–0      |
| PSV             | 0–1     | 1–2      | —             | 0–0      |
| Rostov          | 0–1     | 3–2      | 2–2           | —        |

### Grupp E
| Nr | Lag               | S | V | O | F | GM | IM | MS | P  |
| -- | ----------------- | - | - | - | - | -- | -- | -- | -- |
| 1  | AS Monaco         | 6 | 3 | 2 | 1 | 9  | 7  | +2 | 11 |
| 2  | Bayer Leverkusen  | 6 | 2 | 4 | 0 | 8  | 4  | +4 | 10 |
| 3  | Tottenham Hotspur | 6 | 2 | 1 | 3 | 6  | 6  | 0  | 7  |
| 4  | CSKA Moskva       | 6 | 0 | 3 | 3 | 5  | 11 | −6 | 3  |

| Hemma \ Borta     | Frankrike | Tyskland | Ryssland | England |
| AS Monaco         | —         | 1–1      | 3–0      | 2–1     |
| Bayer Leverkusen  | 3–0       | —        | 2–2      | 0–0     |
| CSKA Moskva       | 1–1       | 1–1      | —        | 0–1     |
| Tottenham Hotspur | 1–2       | 0–1      | 3–1      | —       |

### Grupp F
| Nr | Lag               | S | V | O | F | GM | IM | MS  | P  |
| -- | ----------------- | - | - | - | - | -- | -- | --- | -- |
| 1  | Borussia Dortmund | 6 | 4 | 2 | 0 | 21 | 9  | +12 | 14 |
| 2  | Real Madrid       | 6 | 3 | 3 | 0 | 16 | 10 | +6  | 12 |
| 3  | Legia Warszawa    | 6 | 1 | 1 | 4 | 9  | 24 | −15 | 4  |
| 4  | Sporting Lissabon | 6 | 1 | 0 | 5 | 5  | 8  | −3  | 3  |

| Hemma \ Borta     | Tyskland | Polen | Spanien | Portugal |
| Borussia Dortmund | —        | 8–4   | 2–2     | 1–0      |
| Legia Warszawa    | 0–6      | —     | 3–3     | 1–0      |
| Real Madrid       | 2–2      | 5–1   | —       | 2–1      |
| Sporting Lissabon | 1–2      | 2–0   | 1–2     | —        |

### Grupp G
| Nr | Lag            | S | V | O | F | GM | IM | MS  | P  |
| -- | -------------- | - | - | - | - | -- | -- | --- | -- |
| 1  | Leicester City | 6 | 4 | 1 | 1 | 7  | 6  | +1  | 13 |
| 2  | Porto          | 6 | 3 | 2 | 1 | 9  | 3  | +6  | 11 |
| 3  | FC Köpenhamn   | 6 | 2 | 3 | 1 | 7  | 2  | +5  | 9  |
| 4  | Club Brugge    | 6 | 0 | 0 | 6 | 2  | 14 | −12 | 0  |

| Hemma \ Borta  | Belgien | Danmark | England | Portugal |
| Club Brugge    | —       | 0–2     | 0–3     | 1–2      |
| FC Köpenhamn   | 4–0     | —       | 0–0     | 0–0      |
| Leicester City | 2–1     | 1–0     | —       | 1–0      |
| Porto          | 1–0     | 1–1     | 5–0     | —        |

### Grupp H
| Nr | Lag           | S | V | O | F | GM | IM | MS  | P  |
| -- | ------------- | - | - | - | - | -- | -- | --- | -- |
| 1  | Juventus      | 6 | 4 | 2 | 0 | 11 | 2  | +9  | 14 |
| 2  | Sevilla       | 6 | 3 | 2 | 1 | 7  | 3  | +4  | 11 |
| 3  | Lyon          | 6 | 2 | 2 | 2 | 5  | 3  | +2  | 8  |
| 4  | Dinamo Zagreb | 6 | 0 | 0 | 6 | 0  | 15 | −15 | 0  |

| Hemma \ Borta | Kroatien | Italien | Frankrike | Spanien |
| Dinamo Zagreb | —        | 0–4     | 0–1       | 0–1     |
| Juventus      | 2–0      | —       | 1–1       | 0–0     |
| Lyon          | 3–0      | 0–1     | —         | 0–0     |
| Sevilla       | 4–0      | 1–3     | 1–0       | —       |

## Slutspel

### Slutspelsträd
| 0 | Åttondelsfinaler      | Åttondelsfinaler     | Åttondelsfinaler | Åttondelsfinaler |   |                     | Kvartsfinaler | Kvartsfinaler | Kvartsfinaler | Kvartsfinaler |  |               | Semifinaler | Semifinaler | Semifinaler | Semifinaler |            |   | Final | Final |
| 0 |                       |                      |                  |                  |   |                     |               |               |               |               |  |               |             |             |             |             |            |   |       |       |
|   | 0 Benfica             | 1                    | 0                | 1                |   |                     |               |               |               |               |  |               |             |             |             |             |            |   |       |       |
|   | 0 Borussia Dortmund   | 0                    | 4                | 4                |   |                     |               |               |               |               |  |               |             |             |             |             |            |   |       |       |
|   | 0 Borussia Dortmund   | 0                    | 4                | 4                |   | 0 Borussia Dortmund | 2             | 1             | 3             |               |  |               |             |             |             |             |            |   |       |       |
|   |                       |                      |                  |                  |   | 0 Borussia Dortmund | 2             | 1             | 3             |               |  |               |             |             |             |             |            |   |       |       |
|   |                       | 0 AS Monaco          | 3                | 3                | 6 |                     |               |               |               |               |  |               |             |             |             |             |            |   |       |       |
|   | 0 Manchester City     | 0 AS Monaco          | 3                | 3                | 6 | 5                   | 1             | 6             |               |               |  |               |             |             |             |             |            |   |       |       |
|   | 0 Manchester City     |                      |                  |                  |   | 5                   | 1             | 6             |               |               |  |               |             |             |             |             |            |   |       |       |
|   | 0 AS Monaco (BM)      | 3                    | 3                | 6                |   |                     |               |               |               |               |  |               |             |             |             |             |            |   |       |       |
|   | 0 AS Monaco (BM)      | 3                    | 3                | 6                |   |                     |               |               |               |               |  | 0 AS Monaco   | 0           | 1           | 1           |             |            |   |       |       |
|   |                       |                      |                  |                  |   |                     |               |               |               |               |  | 0 AS Monaco   | 0           | 1           | 1           |             |            |   |       |       |
|   |                       | 0 Juventus           | 2                | 2                | 4 |                     |               |               |               |               |  |               |             |             |             |             |            |   |       |       |
|   | 0 Porto               | 0 Juventus           | 2                | 2                | 4 | 0                   | 0             | 0             |               |               |  |               |             |             |             |             |            |   |       |       |
|   | 0 Porto               |                      |                  |                  |   | 0                   | 0             | 0             |               |               |  |               |             |             |             |             |            |   |       |       |
|   | 0 Juventus            | 2                    | 1                | 3                |   |                     |               |               |               |               |  |               |             |             |             |             |            |   |       |       |
|   | 0 Juventus            | 2                    | 1                | 3                |   | 0 Juventus          | 3             | 0             | 3             |               |  |               |             |             |             |             |            |   |       |       |
|   |                       |                      |                  |                  |   | 0 Juventus          | 3             | 0             | 3             |               |  |               |             |             |             |             |            |   |       |       |
|   |                       | 0 Barcelona          | 0                | 0                | 0 |                     |               |               |               |               |  |               |             |             |             |             |            |   |       |       |
|   | 0 Paris Saint-Germain | 0 Barcelona          | 0                | 0                | 0 | 4                   | 1             | 5             |               |               |  |               |             |             |             |             |            |   |       |       |
|   | 0 Paris Saint-Germain |                      |                  |                  |   | 4                   | 1             | 5             |               |               |  |               |             |             |             |             |            |   |       |       |
|   | 0 Barcelona           | 0                    | 6                | 6                |   |                     |               |               |               |               |  |               |             |             |             |             |            |   |       |       |
|   | 0 Barcelona           | 0                    | 6                | 6                |   |                     |               |               |               |               |  |               |             |             |             |             | 0 Juventus | 1 |       |       |
|   |                       |                      |                  |                  |   |                     |               |               |               |               |  |               |             |             |             |             |            | 1 |       |       |
|   |                       | 0 Real Madrid        | 4                |                  |   |                     |               |               |               |               |  |               |             |             |             |             |            |   |       |       |
|   | 0 Bayern München      | 0 Real Madrid        | 4                | 5                | 5 | 10                  |               |               |               |               |  |               |             |             |             |             |            |   |       |       |
|   | 0 Bayern München      |                      |                  | 5                | 5 | 10                  |               |               |               |               |  |               |             |             |             |             |            |   |       |       |
|   | 0 Arsenal             | 1                    | 1                | 2                |   |                     |               |               |               |               |  |               |             |             |             |             |            |   |       |       |
|   | 0 Arsenal             | 1                    | 1                | 2                |   | 0 Bayern München    | 1             | 2             | 3             |               |  |               |             |             |             |             |            |   |       |       |
|   |                       |                      |                  |                  |   | 0 Bayern München    | 1             | 2             | 3             |               |  |               |             |             |             |             |            |   |       |       |
|   |                       | 0 Real Madrid (e.f.) | 2                | 4                | 6 |                     |               |               |               |               |  |               |             |             |             |             |            |   |       |       |
|   | 0 Real Madrid         | 0 Real Madrid (e.f.) | 2                | 4                | 6 | 3                   | 3             | 6             |               |               |  |               |             |             |             |             |            |   |       |       |
|   | 0 Real Madrid         |                      |                  |                  |   | 3                   | 3             | 6             |               |               |  |               |             |             |             |             |            |   |       |       |
|   | 0 Napoli              | 1                    | 1                | 2                |   |                     |               |               |               |               |  |               |             |             |             |             |            |   |       |       |
|   | 0 Napoli              | 1                    | 1                | 2                |   |                     |               |               |               |               |  | 0 Real Madrid | 3           | 1           | 4           |             |            |   |       |       |
|   |                       |                      |                  |                  |   |                     |               |               |               |               |  | 0 Real Madrid | 3           | 1           | 4           |             |            |   |       |       |
|   |                       | 0 Atlético Madrid    | 0                | 2                | 2 |                     |               |               |               |               |  |               |             |             |             |             |            |   |       |       |
|   | 0 Bayer Leverkusen    | 0 Atlético Madrid    | 0                | 2                | 2 | 2                   | 0             | 2             |               |               |  |               |             |             |             |             |            |   |       |       |
|   | 0 Bayer Leverkusen    |                      |                  |                  |   | 2                   | 0             | 2             |               |               |  |               |             |             |             |             |            |   |       |       |
|   | 0 Atlético Madrid     | 4                    | 0                | 4                |   |                     |               |               |               |               |  |               |             |             |             |             |            |   |       |       |
|   | 0 Atlético Madrid     | 4                    | 0                | 4                |   | 0 Atlético Madrid   | 1             | 1             | 2             |               |  |               |             |             |             |             |            |   |       |       |
|   |                       |                      |                  |                  |   | 0 Atlético Madrid   | 1             | 1             | 2             |               |  |               |             |             |             |             |            |   |       |       |
|   |                       | 0 Leicester City     | 0                | 1                | 1 |                     |               |               |               |               |  |               |             |             |             |             |            |   |       |       |
|   | 0 Sevilla             | 0 Leicester City     | 0                | 1                | 1 | 2                   | 0             | 2             |               |               |  |               |             |             |             |             |            |   |       |       |
|   | 0 Sevilla             |                      |                  |                  |   | 2                   | 0             | 2             |               |               |  |               |             |             |             |             |            |   |       |       |
|   | 0 Leicester City      | 1                    | 2                | 3                |   |                     |               |               |               |               |  |               |             |             |             |             |            |   |       |       |

### Åttondelsfinal
| Åttondelsfinaler – 16 deltagande klubblag | Åttondelsfinaler – 16 deltagande klubblag | Åttondelsfinaler – 16 deltagande klubblag | Åttondelsfinaler – 16 deltagande klubblag | Åttondelsfinaler – 16 deltagande klubblag |
| ----------------------------------------- | ----------------------------------------- | ----------------------------------------- | ----------------------------------------- | ----------------------------------------- |
| Lag 1                                     | Totalt                                    | Lag 2                                     | Möte 1                                    | Möte 2                                    |
| Manchester City                           | 00006–6 (BM)                              | AS Monaco                                 | 5–3                                       | 1–3                                       |
| Real Madrid                               | 6–2                                       | Napoli                                    | 3–1                                       | 3–1                                       |
| Benfica                                   | 1–4                                       | Borussia Dortmund                         | 1–0                                       | 0–4                                       |
| Bayern München                            | 10–20                                     | Arsenal                                   | 5–1                                       | 5–1                                       |
| Porto                                     | 0–3                                       | Juventus                                  | 0–2                                       | 0–1                                       |
| Bayer Leverkusen                          | 2–4                                       | Atlético Madrid                           | 2–4                                       | 0–0                                       |
| Paris Saint-Germain                       | 5–6                                       | Barcelona                                 | 4–0                                       | 1–6                                       |
| Sevilla                                   | 2–3                                       | Leicester City                            | 2–1                                       | 0–2                                       |

### Kvartsfinal
| Kvartsfinaler – 8 deltagande klubblag | Kvartsfinaler – 8 deltagande klubblag | Kvartsfinaler – 8 deltagande klubblag | Kvartsfinaler – 8 deltagande klubblag | Kvartsfinaler – 8 deltagande klubblag |
| ------------------------------------- | ------------------------------------- | ------------------------------------- | ------------------------------------- | ------------------------------------- |
| Lag 1                                 | Totalt                                | Lag 2                                 | Möte 1                                | Möte 2                                |
| Atlético Madrid                       | 2–1                                   | Leicester City                        | 1–0                                   | 1–1                                   |
| Borussia Dortmund                     | 3–6                                   | AS Monaco                             | 2–3                                   | 1–3                                   |
| Bayern München                        | 3–6                                   | Real Madrid                           | 1–2                                   | 2–4 (e.f.)                            |
| Juventus                              | 3–0                                   | Barcelona                             | 3–0                                   | 0–0                                   |

### Semifinal
| Semifinaler – 4 deltagande klubblag | Semifinaler – 4 deltagande klubblag | Semifinaler – 4 deltagande klubblag | Semifinaler – 4 deltagande klubblag | Semifinaler – 4 deltagande klubblag |
| ----------------------------------- | ----------------------------------- | ----------------------------------- | ----------------------------------- | ----------------------------------- |
| Lag 1                               | Totalt                              | Lag 2                               | Möte 1                              | Möte 2                              |
| Real Madrid                         | 4–2                                 | Atlético Madrid                     | 3–0                                 | 1–2                                 |
| AS Monaco                           | 1–4                                 | Juventus                            | 0–2                                 | 1–2                                 |

### Final
| Final – 2 deltagande klubblag | Final – 2 deltagande klubblag | Final – 2 deltagande klubblag |
| ----------------------------- | ----------------------------- | ----------------------------- |
| Lag 1                         | Resultat                      | Lag 2                         |
| Juventus                      | 1–4                           | Real Madrid                   |

| Vinnare av Uefa Champions League 2016/2017 |
| ------------------------------------------ |
| Real Madrid Tolfte titeln                  |

## Anmärkningslista
1. ↑  Kosovo blev medlem i Uefa 3 maj 2016.[4] Uefa beslutade att Kosovo fick delta med ett lag i Uefa Champions League 2016/2017 om laget kunde uppfylla Uefas kriterier.[5] KF Feronikeli som var det tänkta laget som skulle delta men nådde inte upp till Uefas kriterier innan tidsfristen och fick inte delta i turneringen[6]